# 卡德諾角
卡德諾角（英語：Cardno Point）是南極洲的海岬，位於南喬治亞群島，處於伯德島東端，由英國南極名稱諮詢委員會命名，該海岬由英國海外領土管轄。